# Argento (sous-marin)
Pour les articles homonymes, voir Argento.
Le Argento est un sous marin italien de la classe Platino (sous-classe de la Serie 600) utilisé par la Regia Marina pendant la Seconde Guerre mondiale.

## Conception et description
Les sous-marins de la classe Platino (également connu sous la classe Acciaio) est le dernier développement du type 600 comportant des améliorations par rapport à la série précédente, notamment en ce qui concerne les équipements et les aménagements internes, telles qu'une tourelle inférieure pour améliorer la stabilité et réduire la silhouette. Dans l'ensemble, même les bateaux de cette série donnent de bons résultats malgré toutes les limitations imposées par la mauvaise qualité des matériaux utilisés dans la construction en raison de difficultés d'approvisionnement, un défaut commun de la construction italienne de la période de la guerre. 
Les sous-marins de la classe Platino ont été conçus comme des versions améliorées de la précédente classe Adua. Ils déplacent 697 tonnes en surface et 850 tonnes en immersion. Les sous-marins mesurent 60,18 mètres de long, ont une largeur de 6,44 mètres et un tirant d'eau de 4,78 mètres.
Pour la navigation de surface, les sous-marins sont propulsés par deux moteurs diesel de 700 chevaux (522 kW), chacun entraînant un arbre d'hélice. En immersion, chaque hélice est entraînée par un moteur électrique de 400 chevaux-vapeur (298 kW). Ils peuvent atteindre 14 nœuds (26 km/h) en surface et 7,3 nœuds (13,5 km/h) sous l'eau. En surface, la classe Platino possède une autonomie de 5 000 milles nautiques (9 300 km) à 8,5 nœuds (15,7 km/h), en immersion, elle a une autonomie de 80 milles nautiques (150 km) à 3 nœuds (5,6 km/h).
Les sous-marins sont armés de six tubes torpilles internes de 53,3 cm, quatre à l'avant et deux à l'arrière. Ils sont également armés d'un canon de pont de 100 mm pour le combat en surface. L'armement antiaérien léger varie et peut consister en une ou deux mitrailleuses de 20 mm ou une ou deux paires de mitrailleuses de 13,2 mm.

## Histoire
Le Argento est commandé pour  le chantier naval de Cantieri Tosi à Tarente en Italie. La pose de la quille est effectuée le 30 avril 1941, le Argento est lancé le 22 février 1942 et mis en service le 16 mai 1942.
Il est déployé à Tarente puis à Cagliari en Sardaigne sous les ordres du tenente di vascello (lieutenant de vaisseau) Renato Frascolla.
Il effectue sa première mission de guerre au début du mois de septembre 1942, subissant l'attaque d'un avion. Le Argento ouvre le feu avec ses mitrailleuses et abat l'avion.
Il tente de pénétrer dans la rade de Philippeville, mais il n'y est pas parvenu à cause de la défense alliée.
Le 21 janvier 1943, dans la soirée, le Argento est mitraillé à plusieurs reprises depuis un avion, mais il réagit en l'endommageant et en le forçant à battre en retraite. Après avoir navigué en immersion (pour certains afin d'éviter d'autres attaques), il remonte à la surface dans les premières heures du lendemain, mais c'est peu après qu'il est attaqué par un autre avion, qui lui largue quelques bombes, en plus d'utiliser ses mitrailleuses. Le sous-marin réagit de nouveau avec ses armes de défense anti-aérien et l'avion tombe en flammes, explosant à l'impact avec la surface de la mer.
Vers la fin du mois de mars, le Argento est soumis à un contrôle, à l'issue duquel il s'avère que son efficacité est de 100 %; il est jugé généralement en bon état.
Le 21 juillet, le Argento quitte La Maddalena à destination de la Sicile, sous le commandement du lieutenant Leo Masina. En passant le détroit de Messine, il est attaqué par un autre sous-marin avec le lancement de trois torpilles, mais il réussit à les esquiver. Le 25 juillet, il opère en fonction exploratoire dans le golfe de Syrte. Le 3 août, dans la nuit, alors qu'il navigue au large de Pantelleria, il aperçoit les lumières d'un navire, qui s'avère appartenir au destroyer américain USS Buck, escortant un convoi de six transports en route de la Sicile vers l'Algérie. Soumis à trois lancements de grenades sous-marines, le Argento doit finalement émerger pour les graves dégâts qu'il a subi et s'enfonce alors de lui-même, à la position géographique de 36° 52′ N, 12° 08′ E,. Dans cette attaque, quatre marins sont tués, tandis que le reste de l'équipage — 45 hommes — est récupéré par le Buck et fait prisonnier.
C'est l'avant-dernier sous-marin italien à être perdu dans ce conflit contre les Alliés. 
Au total, le Argento  a effectué 19 missions de guerre, couvrant un total de 10 745 milles nautiques (19 900 km) en surface et 2 299 milles nautiques (4 260 km) en plongée.